# Zola Jesus
Zola Jesus é o nome artístico de Nika Roza Danilova (Phoenix, 11 de abril de 1989) é uma cantora e compositora estadunidense. Lançou 3 EP e 3 álbuns, combinando industrial, goth, música clássica, rock experimental e eletrônica.
Zola Jesus fez um único show no Brasil no dia 19 de Janeiro de 2012 Em entrevista ao site G1 ela comentou que não gostava de tocar ao vivo, porque se enchia de ansiedade e que somente faz isso por amor aos fãs. Ela escutava Oingo Boingo, Dead Kennedys e Talking Heads na sua infância por influência de seu pai. Ela se considera uma pessoa muito tímida e nem possui um Facebook pessoal.
No dia 9 de Julho de 2012, foi lançado Seekir, terceiro single de seu álbum Conatus.
Em Portugal Nika já se apresentou 3 vezes, sendo a última apresentação da Optimus Alive 2012, que é um festival de verão. Ela comentou em entrevista que não gosta muito de verão, pois a faz querer dançar, ela ama inverno. Nika comentou que o álbum novo não estava ficando do jeito que ela desejava e que precisava trabalhar mais um pouco. Não há previsão para o lançamento que antes estava para 2013.  Ela adora Lisboa e seu amigo é dono da ZDB sempre lhe mostrando os pontos turísticos locais.
No momento ela está em turnê para seu novo álbum Taiga, lançado pela gravadora Mute Records em 2014.

## Estilo Musical e Influências
Os álbuns de Zola Jesus contém influências que vão da música industrial e experimental, até cantoras pop como Rihanna e Kate Bush. Nika cita Diamanda Galás, Throbbing Gristle, The Residents e a banda de música industrial australiana SPK como sendo algumas de suas influências primárias. 

## Discografia

### Álbuns de estúdio
- The Spoils (2009, Sacred Bones Records)
- Stridulum II (2010, Souterrain Transmissions)
- Conatus (2011, Sacred Bones Records)
- Versions (2013, Sacred Bones Records)
- Taiga (2014, Mute Records)
- Okovi (2017, Sacred Bones Records)
- Okovi: Additions (2018, Sacred Bones Records)
- Arkhon (2022, Sacred Bones Records)

### EPs
- Tsar Bomba (2009, Troubleman Unlimited Records)
- Stridulum (2010, Sacred Bones Records)
- Valusia (2010, Sacred Bones Records)

### Compilações
- Burial Hex/Zola Jesus – Untitled LP (2009, Aurora Borealis Records)
- New Amsterdam (2009, Sacred Bones Records)
- LA Vampires/Zola Jesus – LA Vampires Meets Zola Jesus EP (2010, Not Not Fun Records)

### Singles
| Data | Título                     | Backed with                            | Selo                     | Formato    |
| ---- | -------------------------- | -------------------------------------- | ------------------------ | ---------- |
| 2008 | "Poor Sons"                | "The Way, Dog"                         | Die Stasi                | 7" single  |
| 2008 | "Soeur Sewer"              | "Odessa"                               | Sacred Bones Records     | 7" single  |
| 2010 | "Poor Animal"              | "I Can't Stand"                        | Souterrain Transmissions | 7" single  |
| 2010 | ''Sea Talk''               | ''Sea Talk (Radio Edit)''              | Souterrain Transmissions | Cdr single |
| 2011 | ''Night''                  | ''I Can't Stand''                      | Souterrain Transmissions | Cdr single |
| 2011 | ''Days Grow Older''        | ''Seekir''                             | Rise Rercord Club        | 7'' single |
| 2011 | ''Vessel''                 | ''Vessel (Radio Edit)                  | Souterrain Transmissions | Cdr single |
| 2011 | ''Seekir''                 |                                        | Souterrain Transmissions | Cdr single |
| 2012 | ''In Your Nature''         | ''In Your Nature (David Lynch Remix)'' | Sacred Bones Records     | 7'' single |
| 2012 | ''New France ft. Orbital'' |                                        | ACP Recordings           | digital    |
| 2013 | ''Avalanche (Slow)''       |                                        | Sacred Bones Records     | digital    |
| 2014 | ''Dangerous Days''         |                                        | Mute                     | digital    |
| 2014 | ''Go (Blank Sea)''         |                                        | Mute                     | Cdr single |
| 2014 | ''Hunger''                 | ''Hunger (Radio Edit)''                | Mute                     | Cdr single |
| 2015 | ''Nail''                   | ''Circles''                            | Mute                     | digital    |
| 2017 | ''Soak''                   |                                        | Sacred Bones Records     | Cdr single |